# Rhinolophus macrotis
Rhinolophus macrotis es una especie de murciélago de la familia Rhinolophidae.

## Distribución geográfica
Se encuentra en China, India, Indonesia, Laos, Malasia, Nepal, Pakistán,  Filipinas, Tailandia y Vietnam.